# Ганс-Йоахім Біркнер
Ганс-Йоахім Біркнер (нім. Hans-Joachim Birkner; 22 жовтня 1921, Тангергютте — 14 грудня 1944, Краків) — німецький льотчик-ас винищувальної авіації, лейтенант люфтваффе. Кавалер Лицарського хреста Залізного хреста.

## Біографія
Після закінчення льотної школи влітку 1943 року зарахований в 9-у ескадрилью 52-ї винищувальної ескадри. Учасник Німецько-радянської війни. Свою першу перемогу здобув 1 жовтня 1943 року, а до кінця року мав на своєму рахунку 24 збиті літаки. Разом з ним у парі літали такі відомі аси, як Гюнтер Ралль та Еріх Гартманн. 15 січня 1944 року протягом одного дня збив 5 радянських літаків та довів свій рахунок до 32 перемог. В квітні 1944 здобув 29 перемог, в тому числі 6 протягом 19 квітня, в травні 1944 року — 17 перемог, в тому числі 4 протягом 28 травня і 5 протягом 30 травня (всього 75 перемог). З 1 жовтня 1944 року — командир 9-ї ескадрильї своєї ескадри. 14 грудня 1944 року під час зльоту з аеродрому заглух двигун його літака (Bf.109G-14) . Машина впала на землю і вибухнула; тіло Біркнера не було знайдене.
Всього за час бойових дій здійснив 284 бойові вильоти та збив 117 радянських літаків, у тому числі 1 винищувач Р-51 «Мустанг» і 15 Іл-2.

## Нагороди
- Нагрудний знак пілота
- Залізний хрест 2-го і 1-го класу
- Німецький хрест в золоті (20 березня 1944)
- Почесний Кубок Люфтваффе (24 квітня 1944)
- Лицарський хрест Залізного хреста (27 липня 1944) — за 98 перемог.
- Авіаційна планка винищувача в золоті з підвіскою